# Cyanaeorchis arundinae
Cyanaeorchis arundinae är en orkidéart som först beskrevs av Heinrich Gustav Reichenbach, och fick sitt nu gällande namn av João Barbosa Rodrigues. Cyanaeorchis arundinae ingår i släktet Cyanaeorchis, och familjen orkidéer. Inga underarter finns listade i Catalogue of Life.

## Bildgalleri

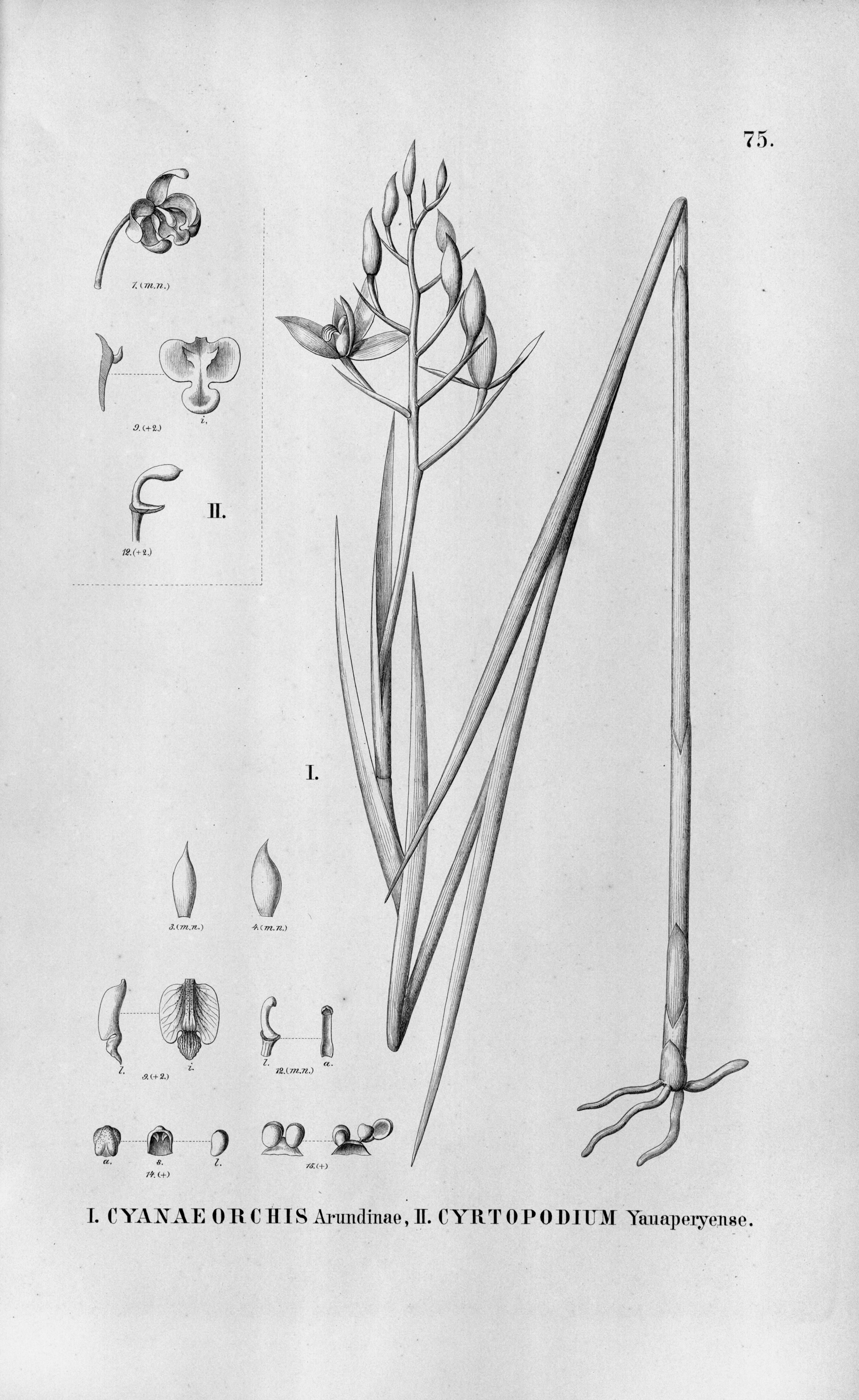